# حسن النجفي
حسن توفيق محمد النجفي اقتصادي عراقي، ولد في محافظة الموصل سنة 1345هـ/1926م، ودرس في كلية الملك فيصل الأول وهي مدرسة لا يدخلها غير المتميزين من الطلبة، وتخرج فيها عام 1944م، ثم دخل كلية التجارة ببغداد وحصل على ليسانس تجارة واقتصاد عام 1950.
وينتمي إلى أسرة غنية قدمت من قصبة النجيفي في جزيرة ابن عمر وسكنت مدينة الموصل، واشتهر عميدها محمد النجفي بالتجارة والزراعة، وملك بيتاً ثم فتح شارع على استقامة شارع سوق الشعارين اقتطع قسم من دارهِ وسمي الشارع بأسم شارع النجفي تبسطاً للنجفي، وأضحى هذا الشارع في العهد الملكي شارع المكتبات وما يزال شارعاً مهماً يصل بين شارع نينوى وشارع العدالة، واقام عمارتين على جانبي الشارع هما الجزء المتبقي من الدار، ومن أسرته أخوه سالم توفيق النجفي.

## الوظائف والأعمال التي مارسها
- مدير عام التحويل الخارجي في البنك المركزي العراقي.
- مدير عام الإصدار في المصرف نفسه.
- وكيل وزارة المالية للسنوات 1975-1979.
- محافظ البنك المركزي العراقي للسنوات 1979-1984.[3]
- عضو مجلس شركة المشاريع النفطية.
- عضو مجلس إدارة شركة إعادة التأمين.
- عضو مجلس إدراة المؤسسة العامة للتصدير.
- عضو مجلس غرفة تجارة بغداد.
- عضو مجلس شركة المخازن العراقية.
- عضو مجلس إدارة المؤسسة العامة للصناعة.
- عضو الهيأة الإدارية لمعهد الدبلوم العالي للمصارف.
- عضو جمعية الاقتصاديين العراقيين ثم أصبح رئيساً لها.
- وكان عضواً في مجلس الأوقاف الأعلى.
- كما كان عضواً في اللجنة التوجيهية في مجلس التخطيط.
- وهو صاحب مجلة الاقتصاد الوطني ورئيس تحريرها عام 1960، وهي مجلة تبحث في الشؤون المالية والتجارية وتحررها جماعة من أعضاء الحزب الوطني التقدمي مرة كل أسبوع.

## عضويته في مجالس إدارة المؤسسات العربية الدولية
- محافظ العراق في البنك الدولي (واشنطن)
- محافظ العراق في صندوق النقد الدولي (واشنطن)
- عضو اللجنة المؤقتة في صندوق النقد الدولي (ممثلاً لأربع عشرة دولة عربية وآسيوية) (واشنطن)
- ممثل العراق في مجلس صندوق النقد العربي (أبوظبي)
- ممثل العراق في مجلس إدارة بنك التنمية الإسلامي (جدة)
- ممثل العراق في مجلس بنك الخليج (البحرين)
- ممثل العراق في إدارة الشركة العربية للاستثمار (الرياض)
- عضو اتحاد المصارف العربية (بيروت)
- عضو اتحاد المصرفيين العرب (لندن)

وله نشاطات أخرى فقد شارك في عضوية ورئاسة حوالي مائة وفد اقتصادي ومالي ومصرفي في حوالي أربعين قطراً عربياً وأجنبياً. وكان عضواً ورئيس تحرير لعدّة مجلات اقتصادية منها:(مجلة الاقتصادي، والمالية، والتجارة، والمصارف، والإداري، والاقتصاد الوطني). وحصل على عدّة جوائز عالمية وإقليمية ومحلية منها جائزة (ميركوري العالمية) في إيطاليا، وسُجِل اسمه في الكتاب السنوي العالمي للشخصيات العالمية البارزة في أمريكا (who is who) فضلاً عن إلقائه لعدة محاضرات عن الاقتصاد والمصارف في العالم الثالث، وعن التعاون الدولي في عدة عواصم ودول مثل (لندن وهافانا وكالجوي في كندا وفي ألمانيا وتركيا). وشارك في عدة ندوات اقتصادية ومصرفية في فرنسا وإيطاليا واليونان وكندا وكوبا والبرازيل وسويسرا والغابون والاتحاد السوفيتي وألمانيا وتركيا وكافة الأقطار العربية. والتقى لقاءات اقتصادية برؤساء جمهوريات ووزراء كلٍّ من (اليونان وكوبا والأردن والبحرين وقطر وعمان والكويت وأبي ظبي)، وبحث توسيع مجالات التعاون الاقتصادي والمالي والمصرفي مع العراق. وأشرف على حوالي الأربعين رسالة لنيل الماجستير في المجالات الاقتصادية والمالية والمصرفية.

## ومن مؤلفاته المطبوعة
- الاعتمادات المستندية بين النظرية والتطبيق - مطبعة دار الحرية – بغداد - 1971.
- ألبيوع الدولية – مطبعة الشعب – بغداد - 1973.
- التحويل الخارجي (في القضاء والعمل) – مطبعة الأوقاف البغدادية –بغداد – 1976.
- التطبيقات الجديدة للاعتمادات المستندية – مطبعة الإدارة المحليّة – بغداد - 1971.
- معجم المصطلحات التجارية والمصرفية - (إنكليزي-عربي) – دار الحرية – بغداد -1976.
- الأصول والأعراف الموحدة للاعتمادات المستندية (نشرة 290) باللغة العربية – طبع ونشر وتوزيع غرفة التجارة الدولية – باريس. 1976.
- القواعد الدولية لتفسير المصطلحات في عقود التجارة الدولية (الأنكوتيرم) –تنقيح عام 1972و1976 –بتخويل خاص من غرفة التجارة الدولية في باريس.
- القاموس الاقتصادي (إنكليزي-عربي) – مطبعة الإدارة المحلية - بغداد - 1977.
- إدارة المصارف بالاشتراك مع الدكتور خليل الشمّاع – مطبعة علاء – بغداد - 1979.
- الملامح العامة للميزانية الاعتيادية لعام1979 – بغداد - 1979.
- موازنة النّقد الأجنبي – بغداد - 1980.
- واقع النظام الضريبي في العراق وآفاق تطوره –بغداد - 1981.
- الشيقل، أصله واستعمالاته في العراق القديم –دار نشر (سارتك سويسرا) باللغات العربية والإنكليزية والألمانية والفرنسية - 1981.
- معجم المصطلحات والاعلام في العراق القديم (إنكليزي-عربي) –الدار العربية للطباعة – بغداد - 1982.
- القواعد الموحدة للسَّفتجة (المستندات برسم التحصيل)، بالاشتراك مع صبحي جرجيس إبراهيم – بغداد - 1882.
- التجارة والقانون بدءآ في سومر – الدار العربية للطباعة – بغداد - 1982.
- معجم المصطلحات الاقتصادية والقانونية – الدار العربية للطباعة – بغداد - 1982.
- (الذهب) ودوره في النظام النقدي الدولي – مراجعة وتحقيق المؤلف، إعداد خورين جبرائيل والسيدة نهاد النقيب – مطبعة آفاق عربية – بغداد - 1984.
- النظام النقدي الدولي وأزمة الدول النامية – شركة أياد للطباعة الفنية – بغداد - 1988.
- زينة المصطلحات في القرآن الكريم والأحاديث الشريفة – بغداد - 1989.
- شرح الاعتمادات المستندية – بغداد - 1990.
- سوق الأوراق المالية – بغداد - 1992.
- كفالة العقد (النظرية والتطبيق) الدار العربية للطباعة – بغداد - 1984.
- المعجم الحديث والمصطلحات المصرفية والتجارية (عربي- إنكليزي) 1993م.
- البيوع الدولية
- The shekel مؤلف باللغة الإنكليزية
- إسناد التحاصيل المستندية / دراسة مقارنة 1990.

## وله كتب لم تطبع وما زالت مخطوطة
- شواهد المال والتجارة في أقوال العرب.
- معجم المصطلحات البحرية.
- رحلة الذهب عبر العصور.

لقد أهتم حسن النجفي بالدراسات الاقتصادية وألَّفَ في هذا المجال معظم كتبه ولعل كتابه (التحويل الخارجي في القضاء والعمل، 1975) يعدُّ واحداً من أهم الكتب المؤلفة من قبل عراقيين في هذا الموضوع، حيث يبيِّن في مقدمة الكتاب عراقة حضارة وادي الرافدين في المؤسسات المصرفية وأعمال الصرف الخارجي منذ مطلع الألف الثاني قبل الميلاد. ويبيِّن النجفي أهمية العثور على رقيمٍ من الطين يعود تاريخه إلى السنة الأولى من حكم حمورابي 2100ق.م. فيه أوّل صيغة تاريخية للتحويل الخارجي عرفها العالم، وكانت هذه الوثيقة عبارة عن حوّآلة خارجية صادرة عن أحد مراكز العبادة في مدينة (سيبار) البابلية الواقعة على نهر الفرات، تخوِّل حاملها بأن يستلم بعد مرور خمسة عشر يوماً في مدينة (أيشاما) الآشورية الواقعة على نهر دجلة (8.5) منّاً من الرصاص المودعة عند كاهنة المعبد.
وهذا المثال الذي مضى عليه أربعة آلاف عام، هو واحد من أمثلة كثيرة تبيّن مدى الثقة الممثلة بأدوات الائتمان التي اعتمدها سكان العراق القدماء في تعاملهم الخارجي وفي تيسير أمورهم الخارجية، وقد مارست مؤسساتُهم أعمال الصيرفة والتحويل الخارجي في ذلك الزمن البعيد حتى قبل أن تُكتشف النقود بمفهومها الحديث. لقد بقي العراق يتعامل بالعملات الأجنبية بالداخل وفي التجارة الخارجية، وهي نقود ذهبية أجنبية أو عثمانية ومنها النقود الجديدة التي ضربت في الدولة العثمانية في الفترة بين عامي 1844- 1917، وأعلنت تعريفات في أسعارها بالقياس إلى النقود القديمة بين حين وآخر، وبذلك وضعت حكوماته حدّاً لفوضى التعامل بالعملات المتداولة المحلية والأجنبية.
أما كتابه (النظام النقدي الدولي وأزمة الدول النامية) فقد كان على درجة من الاهمية التي جسدت آراء النجفي الاقتصادية، ونظرته العلمية إلى المعالجات الناجعة والسريعة للأسباب التي تؤدي إلى الاختلالات في بنية النظام المالي الدولي، تلك الأختلالات التي ألقت أثرها المفجع على دول العالم الثالث، فهو يدعو إلى ضرورة مشاركة كافة دول العالم في تحمّل أعباء ومسؤوليات إصلاح النظام الحالي المتّبع لتحقيق درجة أكبر من الاستقرار في أسعار الصرف الدولية بين العملات الرئيسية وبأشراف دولي، ومراعاة مرونة أسعار الصرف وتطوير نظام أسعار التعادل، وتوفير ضمانات لقيم العملات الاحتياطية التي تحتفظ بها الدول النامية لمواجهة أي خسائر تتعرض لها نتيجة التغيير في أسعار التعادل، كما يدعو إلى تقليل الاعتماد على عملة احتياطية واحدة، وخلق بدائل كحقوق السحب الخاصة، ووضع معايير جديدة لخلق وتوزيع الائتمانات والحقوق بين الدول. وإيجاد نوع من الرابطة بين خلق حقوق السحب الخاصة وتمويل المشاريع الإنمائية - بتخصيصٍ أكبر - من حقوق السحب للدول النامية، بصرف النظر عن حصصها في صندوق النقد الدولي، ومشاركة دول العالم الثالث في اتخاذ القرارات التي تخصّ الوضع النقدي الدولي، وإقامة نظام لتعبئة الموارد على نطاق العالم بأسره باستثناء الدول النامية والفقيرة، وتحويل الموارد من الدول المتقدمة إليها والمساعدة على تدفّق المنح والقروض الميسّرة لها، مع زيادة حجم الإقراض الموجّه لتمويل برامجها التنموية، ومنح تسهيلات للاستفادة من احتياطات الذهب، واستخدام أرباح صندوق النقد الدولي لدعم أسعار الفائدة على القروض الإنمائية، وايجاد تعرفة عادلة للنقد الدولي وحل مشكلة تحركات الرساميل المخلّة -بفرض القيود الحمائية - وتقييد الشركات متعددة الجنسية بالقوانين الوطنية في الدول المضيّفة.

## وفاته
توفى في يوم الأثنين 24 شوال 1412 هـ/ 27 نيسان 1992م أثر حادث مؤلم.